# Готель (фільм)
«Готель» (швед. Hotell) — шведська драма 2013 року з Алісією Вікандер, Давидом Денсіком й Анною Б'єлкеруд у головних ролях. За свою роль Анна Б'єлкеруд отримала нагороду «Золотий жук» як найкраща акторка другого плану. Прем'єра фільму відбулась на Міжнародному кінофестивалі в Торонто 6 вересня 2013 року.

## Сюжет
У молодої Еріки є все: гарна робота, багато друзів, дорога квартира і стабільні відносини з чоловіком. Але складні пологи руйнують її ідеальний світ. Тепер її життя нічого не значить, а почуття згасли. Жінка вирішує приєднатися до групової терапії, щоб подолати депресію. Еріка знайомиться з різними людьми, які мають якісь психологічні травми. Одного дня група вирішує взяти справу в свої руки. Вони починають заселятися в готелі — місце повної анонімності, де можна прокинутися зовсім іншою людиною.

## У ролях
| Актор           | Роль      |
| --------------- | --------- |
| Алісія Вікандер | Еріка     |
| Давид Денсік    | Рікард    |
| Сімон Бергер    | Оскар     |
| Анна Б'єлкеруд  | Пернілла  |
| Генрік Норлем   | Петер     |
| Міра Еклунд     | Анна-Софі |
| Філіп Мартін    | Джоель    |
| Ліза Карлегед   | Емма      |
| Йоган Йонасон   | Сванте    |

## Створення фільму

### Виробництво
Зйомки фільму проходили в Швеції в осени 2012 року.

### Знімальна група
- Кінорежисер — Ліза Лансгет
- Сценарист — Ліза Лансгет
- Кінопродюсер — Патрік Андерссон, Фріді Барго
- Композитор — Йоган Бертлінг, Андреас Седерстрем
- Кінооператор — Сімон Прамстен
- Кіномонтаж — Елін Прейтс
- Художник-постановник — Катаріна Нюквіст Егрнроот
- Художник-костюмер — Ліза Голмквіст
- Підбір акторів — Катрін Вайдрід[4]

## Сприйняття

### Критика
Фільм отримав змішані відгуки. На сайті Rotten Tomatoes оцінка стрічки становить 57 % від глядачів із середньою оцінкою 3,3/5 (98 голосів). Фільму зарахований «розсипаний попкорн» від глядачів, Internet Movie Database — 6,4/10 (2 069 голосів).

### Номінації та нагороди
| Нагороди та номінації фільму « Готель» | Нагороди та номінації фільму « Готель»        | Нагороди та номінації фільму « Готель» | Нагороди та номінації фільму « Готель» | Нагороди та номінації фільму « Готель» | Нагороди та номінації фільму « Готель» |
| Рік                                    | Кінофестиваль/кінопремія                      | Категорія/нагорода                     | Номінант                               | Результат                              |                                        |
| -------------------------------------- | --------------------------------------------- | -------------------------------------- | -------------------------------------- | -------------------------------------- | -------------------------------------- |
| 2013                                   | Міжнародний кінофестиваль у Маракеші          | Найкраща акторка                       | Алісія Вікандер                        | Перемога                               |                                        |
| 2014                                   | CPH PIX                                       | Нагорода глядачів                      | Ліза Лансгет                           | Номінація                              |                                        |
| 2014                                   | Міжнародний кінофестиваль Мангейм-Гайдельберг | Головна нагорода фестивалю             | Ліза Лансгет                           | Номінація                              |                                        |
| 2014                                   | «Золотий жук»                                 | Найкраща акторка другого плану         | Анна Б'єлкеруд                         | Перемога                               |                                        |
| 2014                                   | «Золотий жук»                                 | Найкраща акторка другого плану         | Міра Еклунд                            | Номінація                              |                                        |
| 2014                                   | «Золотий жук»                                 | Найкращий акток другого плану          | Давид Денсік                           | Номінація                              |                                        |
| 2014                                   | «Золотий жук»                                 | Найкращий сценарій                     | Ліза Лансгет                           | Номінація                              |                                        |